# هینولا
هینولا (انگلیسی: Heinola) یکی از شهرهای فنلاند است.